# Trathala insignis
Trathala insignis är en stekelart som beskrevs av Dasch 1979. Trathala insignis ingår i släktet Trathala och familjen brokparasitsteklar. Inga underarter finns listade i Catalogue of Life.